# Benedikt Niese
Jürgen Anton Benedikt Niese, född 24 november 1849 i Burg auf Fehmarn, död 1 februari 1910 i Halle an der Saale, var en tysk historiker, bror till Charlotte Niese.
Niese blev 1877 extra ordinarie och 1879 ordinarie professor i Marburg, kallades 1881 till Breslau, men återkom till Marburg 1885. Han skrev bland annat Grundriß der römischen Geschichte nebst Quellenkunde (1888, fjärde upplagan 1910; ingår i Iwan von Müllers "Handbuch der klassischen Alterthumswissenschaft") – ett sakrikt, men svårläst arbete - samt Geschichte der griechischen und makedonischen Staaten seit der Schlacht bei Chæronea (tre band, 1893–1903). Han utgav också Josefus (sju band, 1885–1895, Epitome 1896).